# Подводное ориентирование
Подводное ориентирование — вид спорта, в котором атлеты под водой, используя ласты, акваланг и навигационные приборы, должны преодолеть определённый маршрут с максимальной точностью за минимальное время. Программа соревнований включает различные индивидуальные и групповые упражнения. Соревнования проводятся на открытой воде.
Военно-прикладной вид спорта. Хорошо развит в Воронежской, Новосибирской, Смоленской, Ростовской, Саратовской областях в России. 

## Упражнения

### Индивидуальные

#### Зоны
Также называется М по форме маршрута. Длина дистанции 590 метров. Маршрут включает стартовый буй, 3 зоны и финишную линию. Зоны обходятся с внешней стороны.

#### Ориентиры
Маршрут включает стартовый буй и 5 ориентиров, последний из которых является финишем. Достигнув ориентира спортсмен должен его зафиксировать (притопить или повращать). Общая длина маршрута 650 метров.
По российским правилам длины отрезков равны 100—150—100—100—200 метров.

#### Звезда
Данное упражнение сочетает в себе попеременные «зоны» и «ориентиры». Вершинами лучей, так называемой «звезды», являются именно ориентиры, а движение к ним проходит через «зоны». Упражнение так названо из-за схожести по конфигурации с пятиконечной звездой.

#### Параллели
Участник должен оплыть зону, найти буй и попасть в финишный створ быстрее, чем это сделают его соперники. Обычно это упражнение идёт на убывание и включает в себя финал и полуфинал.

### Групповые

#### А
четыре участника команды с плашками стартуют одновременно от стартового буя попарно в сторону первого и второго ориентира. Затем, по одному из участников остаются на своих ориентирах, а вторые меняются партнёрами, при этом, огибая «зону», установленную между первыми ориентирами. Затем, после замены участников, пары идут на третий, общий ориентир. Встретившись там вчетвером они скручивают планки, выпускают их и после всплытия собранной планки на поверхность судья фиксирует «взятие» общего ориентира. Затем, все четверо, через огибание «зоны» финишируют, где отслеживается их отклонение от нулевого курса. Время при этом также учитывается. Упражнение довольно-таки сложное.

#### Б
разновидность предыдущего упражнения, — также 4 участника, только иная последовательность действий каждого из участников. Финишируют также четверо и результат фиксируется по пересечению последним из участников финишной черты. При всплытии одного из участников, или «засвечивании» части снаряжения дисквалифицируется вся команда и упражнение считается невыполненным.

## Инвентарь
- Стартовый буй аналогичен зоне.
- Зона — буй в форме шара.
- Ориентир — Тонкий высокий полосатый буй. Достигнув ориентира спортсмен притапливает его.
- Финишная линия — натянутый на финише линь перпендикулярно последнему отрезку, приходящему в центр финишной линии. На линии через каждый метр от центра кроме первого нанесены метки для определения отклонения.
- Акваланг.
- Компас.
- Лаг.
- Глубиномер. По правилам глубина погружения не должна превышать 2 метров.
- Карта.
- Моноласта используется как наиболее скоростной тип ласт.
- Гидрокостюм.
- Контрольный буй небольшой яркий буй, крепящийся при помощи буйрепа к поясу спортсмена, для обозначения его местоположения.

## Соревнования
С 1973 года разыгрывается чемпионат Европы по подводному ориентированию, а с 1973 года — чемпионат мира. Советские и российские спортсмены успешно выступали на международной арене.
Среди самых титулованных спортсменов — заслуженные мастера спорта Рустам Бекмуратов, Сергей Волков, Светлана Вяткина, Людмила Жевренева, Юрий Задорожный, Ирина Копцева, Андрей Корман, Андрей Корыстин, Алексей Лисицкий, Валентин Мелехин, Елена Минская, Ольга Талдонова, Светлана Тишанинова, Иван Шахов, Константин Янчук.